# The Ritual (Testament)
The Ritual è il quinto album in studio dei Testament, pubblicato il 15 maggio 1992 dalla Atlantic Records. Si tratta dell'ultimo album della band con il batterista Louie Clemente e con il chitarrista Alex Skolnick che tornerà nella band nel 2005. È anche il primo album della band a essere stato prodotto e distribuito dalla Atlantic Records dopo anni con la Megaforce Records. Prodotto da Tony Platt, l'album è distinto da un suono più melodico rispetto ai loro lavori precedenti.

## Tracce
1. Signs of Chaos – 0:30
2. Electric Crown – 5:31
3. So Many Lies – 6:04
4. Let Go of My World – 3:45
5. The Ritual – 7:34
6. Deadline – 4:47
7. As the Seasons Grey – 6:16
8. Agony – 4:07
9. The Sermon – 4:48
10. Return to Serenity – 6:25
11. Troubled Dreams – 5:14

## Formazione
- Chuck Billy - voce
- Eric Peterson - chitarra ritmica
- Alex Skolnick - chitarra ritmica e solista
- Greg Christian - basso
- Louie Clemente - batteria